# Paris Peak
Der Paris Peak ist ein 1645 m hoher und markanter Berg auf der Anvers-Insel im Palmer-Archipel vor der Westküste der Antarktischen Halbinsel. Er ragt 6 km nordöstlich des Mount Priam in der Trojan Range auf. Seine Südflanke ist verschneit, die Nordflanke besteht dagegen aus blanken Felsabhängen.
Der Falkland Islands Dependencies Survey nahm 1955 Vermessungen des Bergs vor. Das UK Antarctic Place-Names Committee benannte ihn 1957 nach Paris, einer Gestalt aus der Ilias des antiken griechischen Dichters und Autors Homer.